# Nash Standard Eight
Der Nash Standard Eight war eine Baureihe von Achtzylinder-PKWs der Nash Motors Company in Kenosha. Sie ersetzte den 970 und wurde von 1932 bis 1933 gefertigt.
Der am 1. März 1932 eingeführte Standard Eight, Modell 1070, hatte ein Fahrgestell mit 3073 mm Radstand. Er besaß einen seitengesteuerten Achtzylinder-Reihenmotor mit 4054 cm³ Hubraum (Bohrung × Hub (mm) = 76,2 × 111,1), der 85 bhp (62,5 kW) bei 3200/min abgab. Die Antriebs- und Bremsenkomponenten (Einscheiben-Trockenkupplung, 3-Gang-Getriebe mit Mittelschaltung, Hinterradantrieb, mechanische Bremsen an allen vier Rädern) stammten vom Vorjahresmodell. Es gab verschiedenste offene und geschlossene Aufbauten mit zwei bis fünf Sitzplätzen.
1933 bekam der Standard Eight, Modell 1130, Fahrgestell und Erscheinungsbild des Modells Big Six aus dem Vorjahr und stieg somit – wie die größeren Nash-Modelle Advanced Eight und Special Eight – eine Klasse ab, um sich deutlicher vom großen Ambassador Eight zu unterscheiden. Der Radstand betrug nur noch 2946 mm, der kleine Achtzylinder-Reihenmotor wurde beibehalten.
1934 entfielen die kleinen Achtzylindermodelle, wie Standard Eight, ersatzlos.